# Тюменская городская электричка
Тюменская городская электричка — система городского наземного железнодорожного транспорта города Тюмень. Стоимость проезда — 24 рубля.
«Городская электричка» находится в тестовом режиме, электропоезд присоединён к пригородным поездам следующим на запад в сторону Екатеринбурга.

## История
Проект городской электрички в областной столице обсуждали давно. Электропоезд позволит разгрузить общественный транспорт, а жители восточных микрорайонов за 15-20 минут без пробок смогут добраться до центра.
Когда приступят к реализации полномасштабного проекта пока неизвестно, но уже сейчас горожане могут прокатиться на электричке, которая была запущена 1 июня[когда?].
Мониторинг показал, что сейчас 30 % пассажиров на электропоездах едут на дачи, 30 % на работу и 17-20 % отправляются на учёбу. После запуска полномасштабного проекта, ожидается, что пассажиропоток возрастет во много раз. Но для этого нужно, чтобы тактовое движение поездов было с интервалом в 30 — 40 минут, что пока невозможно.
Реализация проекта возможна в два этапа. Первый — продлить действующие междугородние поезда таким образом, чтобы они проходили по территории Тюмени. Но проблема в том, что Транссибирская магистраль загружена и составить удобное для жителей города расписание поездов невозможно. Нельзя и добавить дополнительные составы в уже существующее расписание.
Второй этап — строительство четвёртого главного пути, по которому можно было бы пустить электрички. В этом случае будет удобное расписание, комфортные составы и инфраструктура. Основная идея концепции строительства четвёртого главного пути заключается в обеспечении регулярного трактового движения электрички — как с увязкой с городским общественным транспортом, так и без неё. При этом в единую «сеть» планируют завязать не только городской транспорт, но и пригородный. Отдельные пути позволят обеспечить курсирование до 15 пар поездов в сутки, а время в пути составит 25 — 30 минут. При этом проезд в городской электричке будет в единой тарифной зоне. Его «цена» пока определяется, но однозначно будет не больше стоимости городского транспорта.
Также, были озвучены планы по продлению маршрута до аэропорта Рощино
С 9 декабря 2014 года введена единая тарифная зона на участке Войновка — Утяшево. Цена билета уровнялась со стоимостью проезда на городском наземном транспорте — до 18 рублей.

## Станции

### Действующие
- Утяшево
- о.п. 2134 км (окружная дорога)
- о.п. 2136 км (Аккумуляторная)
- Тюмень (Ж/Д Вокзал)
- о.п. 2143 км (Пермякова)
- о.п. 2145 км (Монтажников)
- Войновка

### Не действующие
Две платформы пока не действующие: одна в районе железнодорожного депо из-за малой востребованности, другая в районе моста по улице Мельникайте ввиду неготовности инфраструктуры.

## График движения
Сейчас в день ходят 4 пары поездов, утром и вечером.